# Nivard de Clairvaux
Nivard de Clairvaux (né vers 1100 au château de Fontaine-lès-Dijon, mort en 1150 à l'abbaye de Clairvaux) est un moine cistercien. Il est le frère de Bernard de Clairvaux. Bienheureux, il est fêté le 7 février.

## Biographie
Il est le plus jeune enfant de Tescelin le Roux et son épouse Alèthe. Lorsque Bernard entre dans l'abbaye de Cîteaux avec tous les autres frères à l'exception de Nivard, vers 1112, ils laissent le petit garçon à son père, puisqu'il est toujours mineur. Plus tard, Nivard suit ses frères et devient moine à Clairvaux.
Nivard est impliqué dans un grand nombre de fondations de monastères. En 1132, Bernard envoie son plus jeune frère à Vaucelles, où Nivard est nommé maître des novices. En 1135, Bernard lui confie une responsabilité encore plus grande, la fondation de l'abbaye de Buzay. Prieur, Nivard échoue à cause de difficultés matérielles. De retour à Clairvaux, il participe à nouveau à la fondation de l'abbaye du Val-Richer. Il serait parti en Espagne pour visiter l'abbaye de La Santa Espina (es).
On n'a aucun document sur le décès de Nivard. Il est probablement mort dans la seconde moitié du XIIe siècle comme moine à Clairvaux.
Il est généralement représenté dans son enfance à côté de Bernard. Devenu moine, il apparaît souvent dans des peintures portant des vêtements séculaires, notamment dans la scène d'adieu avec Bernard.

## Source
- (de) Cet article est partiellement ou en totalité issu de l’article de Wikipédia en allemand intitulé « Nivard von Clairvaux » (voir la liste des auteurs).